# The Secret Life of Us
The Secret Life of Us is een Australische dramaserie over een groep vrienden in een buitenwijk van Melbourne. De serie werd in Australië uitgezonden van 2001 tot 2006, en is ook in andere landen uitgezonden, waaronder Ierland, Canada, Frankrijk en Rusland. In Nederland is de serie uitgezonden door Yorin.

## Plot
De serie draait om een groep vrienden in hun midden jaren 20 die in St Kilda, een buitenwijk van Melbourne leven. De groep woont in hetzelfde flatgebouw. De dagelijkse voortgang in hun leven, relaties, werk en persoonlijke problemen wordt in de serie beschreven.

## Afleveringen
| Seizoen | Afleveringen | Eerste uitzenddatum |
| ------- | ------------ | ------------------- |
| 1       | 22           | 23 juli 2001        |
| 2       | 22           | 18 februari 2002    |
| 3       | 22           | 10 februari 2003    |
| 4       | 20           | 18 februari 2004    |

## Rolverdeling (selectie)
| Acteur             | Rol                  | Seizoen |
| ------------------ | -------------------- | ------- |
| Deborah Mailman    | Kelly Lewis          | 1-4     |
| Samuel Johnson     | Evan Wylde           | 1-4     |
| David Tredinnick   | Simon Trader         | 1-4     |
| Sibylla Budd       | Gabrielle Kovitch    | 1-3     |
| Abi Tucker         | Miranda Lang         | 1-3     |
| Claudia Karvan     | Dr. Alex Christensen | 1-3     |
| Damian De Montemas | Jason Kennedy        | 1-2     |
| Joel Edgerton      | Will McGill          | 1-2     |
| Michael Dorman     | Christian Edwards    | 2-4     |
| Nina Liu           | Chloe                | 3       |